# 深浦加奈子
深浦 加奈子（ふかうら かなこ、1960年〈昭和35年〉4月4日 - 2008年〈平成20年〉8月25日）は、東京都出身の女優。様々な役柄をこなし、名脇役と評された。2005年まではシス・カンパニーに所属していた。

## 略歴

### 人物
公務員の家庭に生まれる。小学校から成績優秀で、母親は「将来は公務員になってくれればいい」と考えていた。
東京都立日比谷高等学校を経て、明治大学文学部文学科演劇学専攻を卒業。大学在籍中に劇作家・演出家の川村毅らと第三エロチカを旗揚げする。以降は看板女優として多くの作品に出演して活躍するが、1989年に退団する。
その後も舞台を中心に活動した他、テレビドラマ『家なき子』や『スウィート・ホーム』の演技や高嶋政伸と共演した三菱石油（現：ENEOS）のコミカルなCMで広く知られるようになった。特に小姑役やお局役で鋭いバイプレーヤーぶりを発揮した。
東京パノラママンボボーイズとの共演では、リリィ深浦、六本木ネネの名でパンチのある昭和歌謡を披露している。
無名時代の頃から久本雅美とは親しく、「深浦」「久本」と呼び合っていたことを、深浦が『メレンゲの気持ち』（日本テレビ）にゲスト出演した際に久本が語っている。また、生前はドラマで共演した沢口靖子や松嶋菜々子、加藤貴子、山村美智、戸田恵子などは親交があった。特に戸田とは共演前からの旧友でもあり、深浦が亡くなる2日前に共通の友人でもあった高橋克実と見舞いに訪れたという。久本の他にも戸田や山村、湯山玲子など同年代の友人や俳優仲間からは「深浦」と呼ばれていた。小泉今日子は2002年の舞台『おかしな2人』での共演が縁で深浦を姉のように慕うようになり、プライベートでも仲が良かったという。事務所の後輩だった鈴木浩介や八嶋智人は弟のように可愛がられていた。
プロレスラーのザ・ロックの熱狂的なファンであり、来日の時サインを求めたこともあった。

### 闘病生活
2008年8月25日22時57分、S状結腸癌のため死去した。48歳没。9月2日に近親者と戸田恵子、松嶋菜々子、森公美子、山村美智、渡辺いっけい、高橋克実などの特に親しい関係者のみで告別式が執り行われた。9月24日に目黒区のウェスティンホテル東京で親友の山村美智が司会進行役を務めてお別れの会が開かれ、三浦友和、沢口靖子、天海祐希、陣内孝則、松嶋菜々子、森公美子、湯山玲子、高橋克実、渡辺いっけい、古田敦也などの友人や芸能関係者など約550人が参列して、小泉今日子が涙を流しながら代表で弔辞を読んだ。闘病のプロセスは、実父・深浦栄助が著した『加奈子。何をしてやれたかな… - 女優・深浦加奈子の父が綴った、大腸ガン闘病記』（主婦と生活社）にまとめられた。
「恋人は仕事」と生涯独身を貫いていた。2003年頃から闘病しながら仕事を続けており、2005年には「所属事務所に迷惑をかけたくない」と所属事務所のシス・カンパニーから独立。以降は父親が経営していた会社に所属し、環境アーティスト・美術家で姉の三木祥子がマネージャーを務めたほか、開業医の義兄（祥子の夫）が病院選びから治療方針の決定まで全面的に支援し、管理栄養士の母が栄養管理を行うなど、家族総出で女優業を支えた。闘病中であることは親友の戸田恵子や山村美智、湯山玲子と地元の同級生などの一部の関係者にしか当初は知らせず、深浦と親しかった芸能関係者や俳優仲間などの友人達には迷惑や心配をかけさせたくなかったことから秘密にしていたという。
最後の仕事は、7月28日に行われたテレビ新広島の報道特別番組『描けなかった2枚の絵 原爆が投下された日の記憶』（平成21年度日本民間放送連盟賞・中四国地区審査会・報道番組部門優秀賞受賞）のナレーションだった。体調が思わしくないにもかかわらず、「このテーマは絶対やりたい」と祥子に付き添われて広島まで出向いた。深浦は母親に「この仕事が最後になると思う」という覚悟を明かしていた。
遺作は、映画では『ぼくのおばあちゃん』、舞台では『新しい橋』（2008年2月・下北沢駅前劇場）だった。
2007年には非戦を選ぶ演劇人の会主催のピースリーディングに参加し、亡くなった2008年8月25日に開催されたピースリーディングvol.11にも出演する予定だった。翌2009年のピースリーディング vol.12『遠くの戦争〜日本のお母さんへ〜』のチラシには深浦が生前に描いた絵画が使用された。
遺骨は神奈川県葉山町の相模湾に散骨された。2014年2月14日に『爆報! THE フライデー』あの人気者は今、ブレイクの裏側SPの番組内で深浦の特集が組まれて放送された。

## 出演

### テレビドラマ

#### NHK
- 大河ドラマ
  - 太平記（1991年） - 局 役
  - 秀吉（1996年） - とも 役
- ドラマ新銀河（NHK）
  - 南部大吉交番日記（1993年） - 村田智子 役
- 連続テレビ小説
  - 甘辛しゃん（1997年） - 神沢亮子 役
  - 私の青空（2000年） - 利根川千代子 役
- 風子のラーメン（2003年） - 正木涼子 役
- 感染爆発〜パンデミック・フルー（2008年） - 秋葉邦子 役

#### 日本テレビ
- 綺麗になりたい（1992年） - エステティシャン 役
- 家なき子（1994年） - 一条鶴子 役
- たたかうお嫁さま（1995年）
- せいぎのみかた（1997年） - 木村光江 役
- 億万長者と結婚する方法（2000年）
- 明日があるさ（2001年） - 佐伯ローザ 役
- 平成夫婦茶碗（2002年） - 澤田幸江
- ラストプレゼント 娘と生きる最後の夏（2004年） - 高幡真子 役
- サボテン・ジャーニー（2004年）
- 野ブタ。をプロデュース（2005年） - 桐谷伸子 役
- 火曜サスペンス劇場
  - 「刑事・鬼貫八郎」（1999年） - 八代淑恵 役
  - 「検事・霞夕子」（2000年） - 新庄珠枝 役
  - 「警視庁鑑識班」（2005年） - 上原薫 役

#### TBS
- スウィート・ホーム（1994年） - 吉永早苗 役
- 私の運命（1994年） - 久保寛子 役
- ぽっかぽか（1994 - 1996年） - 岡野美鈴 役
- 長男の嫁（1995年） - 源芳江 役
- HOTEL第4シリーズ　第15話（1995年）
- 結婚しようよ（1996年） - 第6話 神崎彩子 役
- 理想の結婚（1997年1月-3月）
- 金のたまご（1997年） - 森日向子 役
- 海まで5分（1998年） - 桑原晴子 役
- はなまるマーケット殺人事件（2000年）
- 松本清張特別企画・危険な斜面（2000年） - 秋場君江 役
- 3年B組金八先生（1999 - 2000年） - 中野節子 役
- 奥さまは魔女（2004年） - 吉井塾長 役
- 夫婦。（2004年） - 敏江 役
- 弁護士のくず（2006年） - 保住京子 役
- 月曜ドラマスペシャル
  - 「万引きGメン・二階堂雪」（1998年） - 藤倉和代 役
  - 「浅見光彦シリーズ」（1999年） - 越川春恵 役
  - 「名探偵キャサリン」（2000年） - 矢島頼子 役
- 月曜ミステリー劇場
  - 「告発弁護士シリーズ」（2002年） - 戸塚典子 役
  - 「血痕 警科研・湯川愛子の鑑定ファイル」（2004年） - 金井玲子 役

#### フジテレビ
- NIGHT HEAD（1992年） - 広瀬麗子 役
- 打ち上げ花火、下から見るか? 横から見るか?（1993年） - 典道の母 役
- 夏子の酒（1994年）
- ハートにS「ほんにお前は」（1995年）
- 雲霧仁左衛門（1995年） - おかね 役
- 我慢できない!（1995年） - 高槻孝子 役
- ナースのお仕事（1996年） - 桜井華子 役
- 彼（1997年） - 山田みどり 役
- お仕事です!（1998年） - 棚上はるか 役
- きらきらひかる（1998年） - ホステス 役
- 天使のお仕事（1999年） - 馬場花子 役
- 傷だらけの女（1999年） - 永瀬文江 役
- 愛をください（2000年） - 猪原倫子 役
- ショムニ（2000年） - 梅林君子 役
- 編集王（2000年） - 野山幸子 役
- 花村大介（2000年） - 篠原誠 役
- スチュワーデス刑事（2001年） - 栗尾美也子 役
- 女子アナ。（2001年） - 小田切恵美子 役
- 東京物語（2002年） - 平山文子 役
- 美女か野獣（2003年） - 秋山富士子（報道部デスク） 役
- 春のドラマスペシャル 女達の罪と罰（2004年4月6日、フジテレビ） - 葉山淑子 役
- 救命病棟24時　第3シリーズ（2005年） - 河原崎美江子 役
- 弁護士 灰島秀樹（2007年） - 木下輝子 役
- 東京タワー 〜オカンとボクと、時々、オトン〜（2007年） - 河村由香 役
- はだしのゲン（2007年） - 吉田花子 役
- SP（2007年） - 富永看護師長 役
- 世にも奇妙な物語
  - 「私は、女優」（1999年）
  - 「おばあちゃん」（2001年） - 中村陽子 役
- 金曜エンタテイメント
  - 「お気らく主婦の大冒険シリーズ」（1998年 - 2002年） - 緑川蘭子 役
  - 「宝石調査員 九条薫 備前～倉敷・サファイア連続殺人事件」（2000年） - 宝石ミヅキ調査部部長 役
  - 「スチュワーデス刑事」（2001年） - 栗尾美也子 役
  - 「滅びのモノクローム」（2004年） - 大西社長  役

#### テレビ朝日
- 真夏の刑事（1992年）
- ツインズ教師（1993年） - 内海幸子 役
- 女教師（1998年）
- 影武者徳川家康（1998年） - 茶阿局 役
- チェンジ!（1998年） - 瀬戸山和枝 役
- 暴れん坊将軍IX（1999年） - お小夜の方 役
- 京都始末屋事件ファイル（1999年） - 永山乃梨子 役
- 笑ゥせぇるすまん（1999年） - 日久津勝子 役
- 科捜研の女（2001 - 2008年） - 小向光子 役
- 賢者の贈り物（2001年）
- TRICK2（2002年） - 針生貴子 役
- 相棒 Season 3（2004年） - 前田房江 役
- 安楽椅子探偵 ON AIR（2006年） - 化野ルナ 役
- 土曜ワイド劇場
  - 「棟居刑事シリーズ」（1998年）
  - 「変装婦警の事件簿」（2000年） - 吉岡勝代 役
  - 「事件10」（2003年） - 浜崎弥生 役
  - 「検事・朝日奈耀子」（2003 - 2005年） - 小柳倫子検事 役

#### テレビ東京
- 女と愛とミステリー
  - 「団地奥様パック旅行事件簿」1 - 2（2001年 - 2002年） - 広未凌子 役
  - 「窓際信金マンの事件帳簿」1（2002年） - 駒沢花子 役
- Deep Love（2004年） - アユの母 役
- 水曜ミステリー9
  - 「北アルプス山岳救助隊・紫門一鬼」（2006年） - 宮城遼子 役

#### その他
- 浅草キッドの「浅草キッド」（2002年、スカイパーフェクTV!）

### 映画
- SO WHAT（1988年）
- オートバイ少女（1994年）
- トイレの花子さん（1995年） - 加藤ヒロシの母 役
- 大夜逃 夜逃げ屋本舗3（1995年） - 最後の依頼人 役
- 打ち上げ花火、下から見るか? 横から見るか?（1995年） - 典道の母 役
- 恋と花火と観覧車（1997年） - 立花澄江 役
- 新宿少年探偵団（1998年） - 神崎友子 役
- 安藤組外伝 群狼の系譜（1998年） - 光代 役
- 千里眼（2000年）
- バトル・ロワイアル（2000年） - バスガイド 役
- サトラレ TRIBUTE to a SAD GENIUS（2001年） - 吉付伸江 役
- 狗神（2001年） - 坊之宮百代 役
- ハッシュ!（2001年） - 田所 役
- BORDER LINE（2002年） - いじめっこの母 役
- AIKI（2002年） - 芦原太一の主治医 役
- 浅草キッドの浅草キッド（2002年）
- たそがれ清兵衛（2002年） - 飯沼八重 役
- DOG STAR（2002年）
- 雨よりせつなく（2005年）
- 極道の妻たち 情炎（2005年）
- LOVE DEATH（2006年）
- ハヴァ、ナイスデー（2006年）
- 幸福のスイッチ（2006年） - 橘優子 役
- GROW 愚郎（2007年） - マッハばばあ 役
- ぼくのおばあちゃん（2008年） - 新海君江 役

### 舞台

#### 第三エロチカ
- 世紀末ラブ -ぼくとあたしのトルコ学講座-（1980年）
- 爆弾横丁の人々 -アスファルト戦争抄-（1981年）
- コックサッカー・ブルース（1982、1988年）
- チャイルド・オンリー -3年R組紅い教室-（1982年）
- エフェメラ・わが愛 -その後のコックサッカー・ブルース-（1982年）
- ラディカル・パーティー -あなたがここにいてほしい-（1983年）
- リサイタル・騒乱気分（1983年）
- 新・爆弾横丁の人々（1983年）
- ニッポン・ウォーズ （1984、1986年）
- ジェノサイド（1984年）
- 新宿八犬伝 第一巻 -犬の誕生- （1985年）
- ラディカル・パーティー（1985年）
- 新宿八犬伝 第二巻 -ベルリンの秋- （1985年）
- ラスト・フランケンシュタイン（1986年）
- プロト・フリークス（1987年）
- フリークス（1987年）
- ニッポン・ウォーズ -ヨーロッパ版-（1987年）
- フリークス1988（1988年）
- 帝国エイズの逆襲（1988年）

#### その他
- ふくすけ（1991年、悪人会議）
- ヒネミ（1992、1995年、遊園地再生事業団）
- ヒネミの商人（1993年、遊園地再生事業団）
- ホロー荘の殺人（1993年）
- ステッピング・アウト（1994年、アトリエ・ダンカン）
- 狂っても大好き（2000年、村松利史プロデュース）
- おかしな2人（女編）（2002年、シス・カンパニー）
- 7ストーリーズ（2003年、シアター21）
- 美しきものの伝説（2004年、シス・カンパニー）
- 葡萄と密会（2004年、山内健司プロデュース）
- クリスマス劇『乞食と貴婦人』（2005年、螢光TOKYOプロデュース）
- 若い夫のすてきな微笑み（2007年、城山羊の会）
- 9条は守りたいのに口ベタなあなたへ…（2007年、非戦を選ぶ演劇人の会）
- 新しい橋 ～le pont neuf～（2008年、城山羊の会）

### 広告
- ミツカン 『ぽんしゃぶごましゃぶ』（1989年、桜金造と共演）
- 三菱石油（現：ENEOS、1992-1993年、高嶋政伸と共演）
- 森永製菓 『森永ココア』（1994年、田代まさしと共演）
- 任天堂 『ポケモンスタジアム2』（1999年）
- 呉工業『5-56』（2006年、藤岡藤巻と共演）
- 読売新聞（2006年、並樹史郎と共演）
- パチンココンコルド（2007-2008年、静岡ローカル）
- 日産自動車『クリッパー』

## 関連書籍
- ザ・グラフィティ いま演劇の異兄弟姉妹たち（1984年、新水社）
- 加奈子。何をしてやれたかな… 女優・深浦加奈子の父が綴った、大腸ガン闘病記（2009年、深浦栄助著、主婦と生活社）ISBN 4391138301